# Замок Коргарф
Замок Коргарф (англ. Corgarff Castle) — шотландский замок, который расположен на склонах земли к югу от реки Дон, около маленькой деревушки Коргарф, в Абердиншире, на северо-востоке Шотландии. Сейчас замок открыт для публики и находится на попечении исполнительного агентства правительства Шотландии — Историческая Шотландия (англ. Historic Scotland).

## История
Замок был построен в середине XVI века одним из графов Мар в качестве места для охоты, после был передан семье Форбс. В 1571 году он был сожжён их врагом, Адамом Гордоном из Аукиндона, в результате которого, двадцать семь человек были убиты, в том числе леди Форбс, её семья и слуга, а также дало начало балладе «Эдом О’Гордон». 
В 1645 году маркиз Монтроуз провёл месяц в крепости до битвы при Альфорде, а в 1715 году один из графов Мар расположился здесь, прежде чем поднимать восстания якобитов в Бремаре.

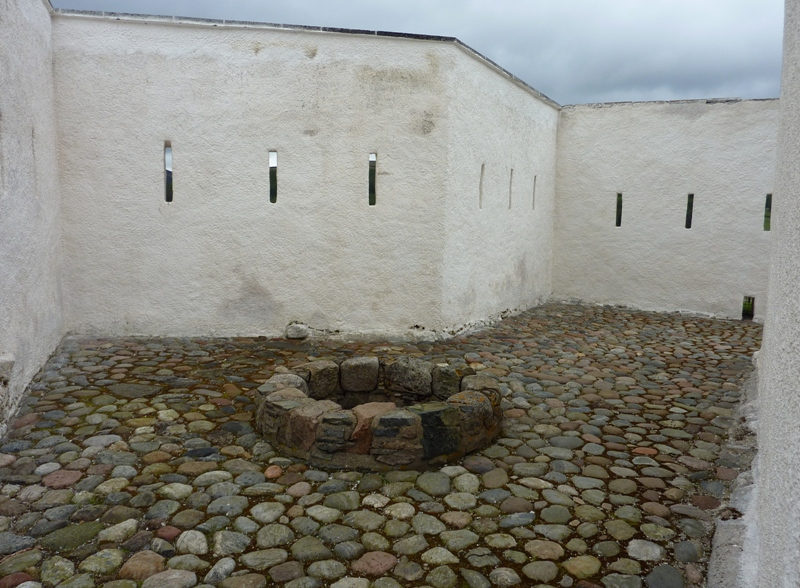
Внутренний двор замка Коргарф

Замок использовался войсками якобитов во время восстаний 1715 года и 1745 года. После битвы при Каллодене в 1746 году замок перешёл в руки правительства, став частью маршрута к новому Форт-Джорджу. А после был перестроен в казармы. Военное использование крепости продолжалось до 1831 года, после чего замок отстроили и он служил винокурней и служил местом жительства местных рабочих. Он оставался частью поместья Дельнадэм, принадлежащего семье Стокдейл, до тех пор, пока они не передали замок в государственную службу в 1961 году.
Первоначально здание представляло собой трехэтажную башню с высоким сводчатым залом на первом этаже. После оккупации замка правительством был вставлен ещё один этаж, чтобы обеспечить дополнительное жильё, а вокруг здания была построена восьмиконечная стена в форме звезды с прорезями, через которые можно было стрелять из мушкетов.